# Dometorina taiwanica
Dometorina taiwanica är en kvalsterart som beskrevs av Tseng 1984. Dometorina taiwanica ingår i släktet Dometorina och familjen Hemileiidae. Inga underarter finns listade i Catalogue of Life.